# Eryngium inaccessum
Eryngium inaccessum är en flockblommig växtart som beskrevs av Carl Skottsberg. Eryngium inaccessum ingår i släktet martornar, och familjen flockblommiga växter. Inga underarter finns listade i Catalogue of Life.